# Guasinia
Guasinia is een geslacht van hooiwagens uit de familie Guasiniidae.
De wetenschappelijke naam Guasinia is voor het eerst geldig gepubliceerd door González-Sponga in 1997. 

## Soorten
Guasinia is monotypisch en omvat slechts de volgende soort:
- Guasinia delgadoi